# Baubauci
Baubauci je zbirka zgodb, ki jo je napisal in zbral Miroslav Slana in predstavlja vrh njegovega ustvarjanja za otroke in mladino.

## O Pisatelju
Miroslav Slana se je rodil leta 1949 v Sovjaku pri Radgoni. Svojo umetniško pot je začel kot študent primerjalne književnosti v Zagrebu. Od takrat je napisal 20 knjig za odrasle in otroke. 
Pozornost je pritegnil že v Jugoslaviji, saj so njegov roman Proletarec označili, kot idejno škodljiv. 
Uveljavil se je z intervjuji in literarnimi portreti narodnih herojev, igralcev, literatov, znanstvenikov. V različnih revijah pa je vedno nastopal s kritikami in komentarji, ter satirično spremljal RTV programe.
Prejel je vrsto nagrad:
na jugoslovanskem festivalu kurirček
na Zmajevih igrah
na razpisu za short story 7D
na gledališkem festivalu v kranju za izvirno odrsko delo
na literarnem Štatenbergu 
na ZBZ Slovenije
Zlati mikrofon na festivalu narečnih popevk
diplomo Dalmaciji u pohode

## Obnova

### Kje je dežela Baubau
"Dežela Baubau je tam, kjer je vse mogoče. O, to je neznansko daleč, porečeš! Mogoče pa ni. Morda se skriva pod posteljo ali pod šolsko klopjo. Morebiti čaka nate v gozdu, na travniku, za ovinkom ali v stari skrinji. Mogoče je blizu. Odpri oči!"

### Čudo dežele Baubau
V deželi Baubau, je pozimi snežila trava, na spomlad pa je začel rasti prvi sneg. Krave, so čez celo leto jedle sneg, zato so molzle sladoled. 
Krave molsti so se naučili otroci takorekoč že v vrtcu.
Pozimi pa so se otroci učili smučati in se zabavali, ko je zapadla prva trava.
Nekega dne pa, ko so se otroci ravno odpravljali smučat, je močno zaškrtalo v oblakih in ni začelo snežiti trava. Smučarski učitelj jim je tako predlagal, da skuhajo oblakom čaj, saj so najbrž prehlajeni. A to ni pomagalo in pokvarjeni oblaki so namesto trave začeli snežiti sneg.

### Baubauko Zaspanko
Baubauko Zaspanko je majhen fantič, ki najraje spi. Še raje pa spi neumit in z umazanimi ušesi. prav tako pa se Baubauko ne more in ne more naučiti C-dur lestvice, pa čeprav mu poskušata brat in sestra pomagati na vse različne načine. A vsakič, ko se je zbudil je  lestvico zabrundal narobe. Tako sta se brat in sestra odločila, da odmakneta njegovo lestev, s katero zleze v posteljo in iz nje, tako se bo mogoče predramil in končno naučil lestvico. Uspe jima in od tistega trenutka naprej Zasanko obožuje glasbo in si želi igrati v orkestru.

### Kako je največji slikar nabarval Baubauce
Nekega dne se je po mavrici prikradel do sonca največji slikar v deželi Baubau in začel slikati sonce v različnih barvah, zato so se začudeni baubauci od tistega dne naprej zbujali vsako jutro z drugače obarvanim soncem, enkrat rdečim, drugič zelenim, tretjič pa je bil kar večbarven, kot sama mavrica. Tako sos e prebivalci, kar navadili na tako sonce, ko je prišla čarovnica in slikar se je sesedel, ker ga je zadel poniglavi strel čarovnice ter tako ni več mogel doseči sonca. Od takrat naprej je sonce za vse Baubauce normalne barve.

### Baubauci ujamejo žarek dobre volje
Zacvetela je sladka pomlad, Baubauci pa so bili čedalje bolj kisle volje. Zato so se odločili, da poiščejo dobro voljo. Tako so hodili že kar nekaj časa, ko so na koncu prišli v popolno temo, kjer ni bilo niti kančka svetlobe. Tam ap so srečali baterijo, ki jim je povedala, da je takšna tema zato, ker se je nedaleč od tu sonce zataknilo v veje drevesa. Vsi so odhiteli pomagati soncu, ter ga na koncu tudi osvobodili, ta pa jim je podaril žarek sreče. Tako Baubauci od tistega trenutka naprej niso bili več kisle volje.

### Kako napleteš toplo pesem
Baubauci so imeli veliko mačk a nobenega svinčnika. Tako niso mogli napisati nobene pesmi, mačke pa so si vse pesmi lahko zapomnile zato so bili zelo ljubosumni nanje. Tako so nekega dne našli svinčnikovo seme ter ga hitro posadili. Iz semena so pognale sadike, a celo poletje je bolj ali manj deževalo zato so bili vsi svinčniki še majhni in zeleni. Baubauci so že skoraj obupali, pa je naposled le posijalo sonce in svinčniki so bili skoraj gotovi. A veliki Babauski pesnik ni mogel čakati, tako je rekel, da naj si vsak zapomni eno besedo iz njegove pesmi, ki jo bo sedaj zapel. A ko so bili svinčniki gotovi, so se Baubauci spomnili, da se nihče ni dogovoril, katero besedo naj si kdo zapomni in so tako ostali brez pesmi. Tako so neke noči mačke prišle v nasad svinčnikov in začele pisati svojo mačjo pesem, kar po zraku, tako da so se zjutraj vsi zapletali vanjo, a na žalost je nihče ni razumel. Prišla je zima, a Baubauci niso imeli nobene pesmi s kateri bi se greli, zato so se odločili, da  iz mačjih štren spletejo tople rokavice in puloverje, tako so se spomnili in zapeli vse pesmice.

### Traktor Čiračok
V deželo Baubau je prisopihal traktor Čiračok, ampak ta traktor ni bil običajen. Deeloval je le na otroški jok. Nekoč mu je zmanjkalo goriva, zato je prosil deklice in dečke, ki so se igrali v sladkorni jami, če mu pomagajo. Kmalu se je okoli njega razlegal otroški jok. Čiračokec je zrasel za tri glave. Bil je tako vesel, da je vse deklice in dečke v zahvalo odpeljal na izlet.

### Baubauski avtomobili
Baubauski avtomobili so nekoč hodili po dveh nogah, v telesu pa jim je tiktakalo srce. A kmalu so se polenili in nehali voziti. Začeli so se plaziti in od same lenobe so jim kmalu zakrnele noge, zrasli pa so jim ogromni košati repi. Še kar bi lenarili v senci, če ne bi prišlo do poplave. Tako so se domislili, da zvijejo svoje repe v kolesa in se odpeljejo na varno, tako so zahropli in se odpeljali v gore kjer so bili na varnem. Še danes so avtomobili zelo leni, tako leni, da jih morajo Baubauci, kar sami voziti!

### Prometniki v kletkah
Na začetku so imeli Baubauci v križišču tri prometnike. Prvi je bil zelen, drugi rumen in tretji rdeč. Zgodilo pa se je, da so šli vsi Bavbavci naenkrat na izlet, prometniki pa so se odšli igrat igro "Baubavec jezi se". Tako so se začeli avtomobili zaletavati in na koncu je ostala gora pločevine. Ker Baubauci niso vedeli, kaj naj storijo, da se kaj takega ne bi več pripetilo, so postavili navadne semaforje, kup železa pa pustili in ga poimenovali ODPAD.

### Lišpika
Lišpika se je že rodila nališpana in oblečena v cunjice. Vedno je bila nališpana: v vrtcu, mali in osnovni šoli. Mati je bila zaskrbljena, kaj se dogaja z njo, saj je dekle ze v drugem razredu kadilo cigarete. Nato pa jo je učiteljica prosila, naj se vsaj enrkat umije, da jo vidijo takšno kot je v resnici. Lišpika je storila prav to in se zgrozila, ko je videla kakšno kožo ima od vseh ličil. Od tistega trenutka naprej se ni več naličila ali našminkala.

### Tramvaj dežele Baubau
Ker so v deželi Baubau mešali prav vse samo zraka ne, so baubauci izumili tramvaje. Te so se podili po mestih in tako mešali zrak. Vendar se z njimi ni noben vozil, prav tako tudi nobenemu niso ustavljali. Nekega dne pa je pesnik Baubauči poživžgal neki tramvajki, ki mu je bila zelo všeč. Ta se je ta ustavila, ter ga vprašala, če se želi peljati z njo, on pa je seveda privolil. Vse to je videla tudi klepetulja in razbobnala po vsej deželi. Od takrat naprej vsi živžgajo tramvajem, da se ustavijo in se peljejo z njimi.